# Telescopio Nazionale Galileo
Le Telescopio Nazionale Galileo (littéralement en français « Télescope national Galilée »), en abrégé TNG, est le plus grand télescope italien, avec un diamètre de 3,58 mètres. Il est situé à l'observatoire du Roque de los Muchachos sur l'île de La Palma (Espagne). Il a été mis en fonctionnement en 1998.